# CJ Group
CJ Group est un conglomérat sud-coréen, un chaebol, spécialisé dans la distribution, l'industrie pharmaceutique, l'alimentation et les médias. CJ était initialement une filiale de Samsung, mais a été scindé en 1993. Elle possède notamment la franchise de boulangerie Tous les jours.

## Histoire
En février 2018, CJ Cheiljedang vend CJ HealthCare, sa filiale spécialisée dans les produits paramédicaux et les médicaments sans ordonnance, à un Korea Kolmar, un façonnier coréen, pour 1,2 milliard de dollars.
En novembre 2018, CJ annonce l'acquisition de Schwan’s Co, une entreprise américaine de produits surgelés ayant 12 000 employés, pour 1,84 milliard de dollars.

## Groupes affiliés

### Alimentaire
- CJ CheilJedang
- CJ Foodville
- CJ Freshway

### Bio
- CJ CheilJedang Bio Div.
- CJ Feed&Care

### Logistique et commerce
- CJ Logistics
- CJ Logistics E&C Div.
- CJ OliveYoung
- CJ OliveNetworks
- CJ ENM Commerce Div.

### Divertissement et média
- CJ ENM Entertainment Div.

- CJ CGV
- CJ Powercast